# Julius Fischer (Politiker, 1882)
Julius Fischer (* 10. Juni 1882 in St. Pölten, Österreich-Ungarn; † 5. September 1943 in New York) war ein österreichischer Politiker (SDAP) und Rechtsanwalt. Er war von 1926 bis 1927 Abgeordneter zum Landtag von Niederösterreich.
Fischer absolvierte die Pflichtschule und studierte danach Rechtswissenschaften an der Universität Wien. Er war in St. Pölten Stadtrat für Finanzen und wurde am 7. Oktober 1926 an Stelle von Ferdinand Gerdinitsch als Abgeordneter zum Landtag von Niederösterreich angelobt. Fischer schied bereits mit Ende der Legislaturperiode per 20. Mai 1927 aus dem Landtag aus. 1934 wurde er im Zuge des Österreichischen Bürgerkriegs verhaftet und im Anhaltelager Wöllersdorf interniert. Nach der Machtübernahme der Nationalsozialisten wurde er 1938 aus rassistischen Gründen neuerlich verhaftet und zum Verkauf seines Hauses genötigt. Über Paris gelang ihm schließlich die Emigration in die USA, wo er 1943 starb. In St. Pölten wurde die Dr.Julius Fischer-Gasse nach ihm benannt.